# Aeroportul Municipal Hornepayne
Aeroportul Municipal Hornepayne (IATA: YHN, ICAO: CYHN) este un aeroport din Ontario, Canada.
Situat la o altitudine de 336 m, aeroportul dispune de o singură pistă.